# 트윈스 (1988년 영화)
《트윈스》(영어: Twins, 시작 장면에서 영어: TWiiNS로 표현)는 1988년 개봉한 미국의 버디 코미디 영화이다. 아이번 라이트먼이 연출과 제작을 맡고, 아널드 슈워제네거, 대니 더비토 등이 출연하였다. 이 영화는 라이트먼과 슈워제네거의 첫 협업작이며, 후에 슈워제네거는 라이트먼이 연출한 《유치원에 간 사나이》(1990)와 《주니어》(1994)에도 출연하였다.

## 줄거리
1953년 뉴멕시코주 로스앨러모스의 한 실험실에서 완벽한 아이를 만들기 위해 아버지 6명의 DNA를 조합하고 메리 앤 베네딕트라는 여성을 어머니로 뽑아 유전 공학 실험을 실행한다.
그 결과 예상치 못하게 이란성 쌍생아가 탄생한다. 이들 쌍둥이 줄리어스와 빈센트는 분리되어 서로의 존재를 모른 채 전혀 다른 환경에서 자라난다. 줄리어스는 오세아니아 섬에서 살며 실험에 참여했던 베르너 교수 밑에서 엄격한 교육을 받는다. 반면 빈센트는 로스앤젤레스 보육원에서 삼류 범법자로 성장한다.
1988년 베르너 교수는 줄리어스에게 빈센트의 존재를 알려 주고, 줄리어스는 빈센트를 찾으려고 로스앤젤레스로 향한다. 우여곡절 끝에 줄리어스는 감옥에 갇혀 있던 빈센트를 만나고 보석금을 내 빈센트를 꺼내 주지만, 빈센트는 줄리어스의 이야기를 믿지 못해 줄리어스를 주차장에 남겨놓고 떠나 버린다. 그러나 줄리어스는 빈센트의 직장까지 찾아가고, 빚 때문에 악덕 사채업자에게 폭행을 당하던 빈센트를 줄리어스가 구해 주면서 빈센트는 줄리어스를 신뢰하게 된다.
빈센트는 고아원에서 훔친 서류를 통해 친모 메리가 살아있다는 사실을 알게 되지만 메리가 자신들을 버렸다고 생각해 찾을 생각은 하지 않는다. 그러나 줄리어스는 메리에게도 진실이 감춰졌을 것이라 생각해 아버지들 중 한 명을 찾아가고, 뉴멕시코주에 있는 베르너의 동료 미첼 트레이븐 박사를 만나 보라는 얘기를 듣는다. 이에 줄리어스, 빈센트, 빈센트의 여자친구 린다, 린다의 여동생 마니는 함께 뉴멕시코로 향한다. 한편 빈센트는 훔친 차에서 휴스턴 사업가 비트루트 매킨리에게 배달될 예정이었던 연료 분사 장치 프로토타입을 발견하고, 본인이 배달부 웹스터인 척하여 장치 대금 500만 달러를 받아내고 빚을 갚을 생각을 한다.
트레이븐은 줄리어스는 최고의 유전자 조합으로 태어났지만 빈센트는 “남은 찌꺼기”로 만들어졌다는 충격적인 사실을 밝힌다. 형제는 메리를 만나기 위해 샌타페이 예술인 마을을 찾아가지만 정원사에게서 메리가 이미 죽었다는 소식을 듣고 좌절한다. 사실은 이 정원사가 바로 메리였지만, 메리는 자신이 실험에서 아이 한 명을 사산했다고만 알고 있었기에 형제가 수작을 부린다고 여겨 거짓말을 한 것이다.
빈센트는 연료 분사 장치를 배달하러 홀로 휴스턴으로 향한다. 하지만 줄리어스는 쌍둥이들끼리 통하는 텔레파시로 빈센트의 위치를 알아내고, 장치와 돈이 교환된 직후 빈센트를 발견한다. 이때 웹스터가 나타나 비트루트와 경호원들을 전부 죽여 버리고 빈센트에게 돈을 요구한다. 그러나 빈센트가 웹스터의 몸에 묵직한 체인을 떨어뜨려 웹스터를 죽이면서 형제는 위기에서 벗어난다.
형제는 장치와 돈을 전부 돌려주고 대신 보상금을 받는다. 이 돈으로 빈센트는 빚을 청산하고 줄리어스와 컨설팅 회사를 설립한다. 메리는 신문에 난 관련 기사를 보고 진실을 알게 되어 형제를 찾아온다. 줄리어스와 빈센트는 각각 마니, 린다와 결혼하여 쌍둥이 자녀를 낳고 행복한 가정을 꾸린다.

## 출연진
- 아널드 슈워제네거 - 줄리어스 베네딕트 역
- 대니 더비토 - 빈센트 “빈스” 베네딕트 역
- 켈리 프레스턴 - 마니 메이슨 역
- 클로이 웹 - 린다 메이슨 역
- 보니 바틀릿 - 메리 앤 베네딕트 역
  - 헤더 그레이엄 - 젊은 메리 역 (크레디트 미기재)
- 트레이 윌슨 - 비트루트 매킨리 역
- 마셜 벨 - 웹스터 씨 역
- 데이비드 커루소 - 앨 그레코 역
- 휴 오브라이언 - 그레인저 역
- 니어마이아 퍼소프 - 미첼 트레이븐 박사 역
- 모리 체이킨 - 버트 클레인 역
- 토니 제이 - 베르너 교수 역
- 톰 매클리스터 - 밥 클레인 역
- 데이비드 에프론 - 모리스 클레인 역
- 스벤올레 토르센 - 샘 클레인 역
- 리처드 포트노 - 토니 역
- 로버트 하퍼 - 길버스 라슨 역
- 제이슨 라이트먼 - 그레인저의 손자 역
- 마빈 J. 매킨타이어 - 매킨리의 수하 역

## 우리말 녹음
KBS 성우진 (1993년 1월 3일)
- 이정구 - 줄리어스(아널드 슈워제네거)
- 오세홍 - 빈스(대니 더비토)
- 권희덕 - 마리(켈리 프레스턴)
- 김성희 - 린다(클로이 웹)
- 온영삼 - 매킨리(트레이 윌슨)
- 나수란 - 매리 앤(보니 바틀릿) / 수녀
- 김새영 - 베르너(토니 제이) / 밥(톰 매클리스터)
- 정동열 - 그레인저(휴 오브라이언)
- 최문자 - 빈스의 비서(로즈메리 던스모어)
- 안종익 - 직원(피터 드보스키)
- 성창수 - 앨(데이비드 커루소) / 모리스(데이비드 에프론)
- 유동현 - 웹스터(마셜 벨)
- 임성표 - 직원(로버트 하퍼) / 매킨리의 부하(마빈 J. 매킨타이어)
- 김정주 - 승무원(로라 밀리건)
- 문관일 - 버트(모리 체이킨)